# Sätila (Mark)
Sätila est une localité suédoise de 97 hectares située sur le territoire de la paroisse de Sätila, au bord du lac Lygnern.